# Hariolf Grupp
Hariolf Grupp (* 3. Juli 1950 in Ellwangen; † 20. Januar 2009 in Karlsruhe) war ein deutscher Wirtschaftswissenschaftler und Hochschullehrer.

## Leben
Nach Erlangung des Diploms im Fach Physik und Ablegen des Staatsexamens im Fach Mathematik an der Universität Heidelberg promovierte Grupp dort 1978. Seine Beschäftigung mit der Spieltheorie führte ihn zur Wirtschaftswissenschaft, in der er sich 1997 an der TU Berlin habilitierte. Forschungsreisen führten ihn nach Jerusalem, Karlsruhe, Tiflis, Grenoble und Cambridge (USA).
Zwischen 1980 und 1984 war er Referent im wissenschaftlichen Dienst des Deutschen Bundestages und im Bundesministerium für Forschung und Technologie (BMFT). 1984 trat er in das Fraunhofer-Institut für System- und Innovationsforschung (ISI) in Karlsruhe ein. Dort wurde er 1996 zum stellvertretenden Institutsleiter bestellt und übernahm nach dem Wechsel von Frieder Meyer-Krahmer in das Bundesministerium für Bildung und Forschung von 2005 bis 31. März 2007 kommissarisch die Leitung des Instituts. Zum 1. Januar 2001 wurde er zum Universitätsprofessor an der Universität Karlsruhe ernannt und hatte dort den Lehrstuhl für Systemdynamik und Innovation am Institut für Wirtschaftspolitik und Wirtschaftsforschung inne.
Seit dem 28. Februar 2007 war er Stellvertretender Vorsitzender der von der Bundesregierung berufenen Expertenkommission Forschung und Innovation.
Grupp ist Autor zahlreicher Veröffentlichungen zur Industrieökonomik, Innovationsökonomik und zum Technologiemanagement. 1993 führte er die erste Delphi-Befragung zur Entwicklung von Wissenschaft und Technik in Deutschland durch.

## Auszeichnungen
- 1988: Joseph-von-Fraunhofer-Preis
- 1997: Highest Quality Rating Kategorie „Originalität“ durch ANBAR Citation of Excellence für die Publikation „The links between competitiveness, firms' innovative activities and public R&D support in Germany: an empirical analysis“
- 1997: Best Scientific Paper Award, International Conference on Management of Technology IAMOT, Stockholm
- 1998: Highest Quality Rating Kategorie „Forschungsbedeutung“ und „Lesbarkeit“ durch ANBAR Citation of Excellence für die Publikation „Firms in new technologies: the case of superconductivity“
- 2004: Excellence in Research Award in Technology Innovation Management by the International Association for Management of Technology, Washington D.C.